# Sallie Bennbo-Ranner
Sallie Wiola Bennbo-Ranner, född 3 september 1906 i Köping, död 5 april 1997 i Västerås, var en svensk författare av främst barn- och ungdomsböcker.